# 孟立正
孟立正（1934年—），男，山西太原人，中华人民共和国政治人物。

## 生平
曾任太原钢铁副总经理、山西省计委主任。1991年3月，任中共太原市委副书记、太原市人民政府市长。1993年，改任山西省人大常委会副主任。